# باربرا بيرجمان
باربرا بيرجمان (بالإنجليزية: Barbara R. Bergmann)‏ هي اقتصادية أمريكية، ولدت في 20 يوليو 1927 في ذا برونكس في الولايات المتحدة، وتوفيت في 5 أبريل 2015 في بيثيسدا في الولايات المتحدة.